# Marc Sohet
Marc Sohet (Vinalmont, Wanze, provincia de Lieja, 15 de junio de 1947) fue un ciclista belga que fue profesional entre 1969 y 1975. Su éxito más importante de su carrera fue una victoria de etapa en la Volta a Cataluña con final en Calafell.

## Palmarés
- 1968
  - Vencedor de una etapa de la Vuelta a Lieja
- 1969
  - 1º en el Gran Premio François-Faber

- 1970
  - Vencedor de una etapa de la Volta a Cataluña
  - 1º en el GP Ville de Fréjus

### Resultados en la Vuelta en España
- 1970. 42è de la clasificación general
- 1971. Abandona

### Resultados en el Tour de Francia
- 1972. 68è de la clasificación general